# Паулистана

Паулистана на карте штата.

Паулистана (порт. Paulistana) — муниципалитет в Бразилии, входит в штат Пиауи. Составная часть мезорегиона Юго-восток штата Пиауи. Входит в экономико-статистический микрорегион Алту-Медиу-Канинде. Население составляет 19 785 человек на 2010 год. Занимает площадь 1969,907 км². Плотность населения — 10,04 чел./км².

## Демография
Согласно сведениям, собранным в ходе переписи 2010 г. Национальным институтом географии и статистики (IBGE), население муниципалитета составляет:
| Полное население                               | Полное население                               | Полное население                               | Полное население                               | 19 785 |
| ---------------------------------------------- | ---------------------------------------------- | ---------------------------------------------- | ---------------------------------------------- | ------ |
| в том числе:                                   | Городское население                            | 10 656                                         | Процент городского населения, %                | 53,86  |
|                                                | Сельское население                             | 9129                                           | Процент сельского населения, %                 | 46,14  |
|                                                | Мужское население                              | 9567                                           | Процент мужского населения, %                  | 48,35  |
|                                                | Женское население                              | 10 218                                         | Процент женского населения, %                  | 51,65  |
| Плотность населения, чел/км²                   | Плотность населения, чел/км²                   | Плотность населения, чел/км²                   | Плотность населения, чел/км²                   | 10,04  |
| Население муниципалитета в % к населению штата | Население муниципалитета в % к населению штата | Население муниципалитета в % к населению штата | Население муниципалитета в % к населению штата | 0,63   |

По данным оценки 2016 года, население муниципалитета составляет 20 168 жителей.

## История
Город основан 15 декабря 1938 года.

## Статистика
- Валовой внутренний продукт на 2003 год составляет 26 725 793,00 реала (данные: Бразильский институт географии и статистики).
- Валовой внутренний продукт на душу населения на 2003 год составляет 1546,54 реала (данные: Бразильский институт географии и статистики).
- Индекс развития человеческого потенциала на 2000 год составляет 0,605 (данные: Программа развития ООН).